# 박준 (배우)
박준 ([1973년] 4월 25일 ~ )은 대한민국의 남성 연기자이다.

## 출연작

### 드라마
- 2002년 KBS2 미니시리즈 《햇빛 사냥》
- 2006년 tvN 수목드라마 《하이에나》
- 2009년 MBC 주말연속극 《탐나는도다》